# Circus (groupe)
Pour les articles homonymes, voir Circus.
Circus est un groupe musical français créé en 2012 par Calogero, Stanislas, Philippe Uminski, Elsa Fourlon et Karen Brunon. Chacun des membres du groupe chante et joue au moins d'un instrument : piano et orgue pour Stanislas, basse et harmonica pour Calogero, guitare pour Philippe Uminski , guitare et violoncelle pour Elsa Fourlon et violon et clavier pour Karen Brunon. Ils sont accompagnés à la batterie par Gregory Jacques.
Leur premier album est sorti le 12 novembre 2012. Les chansons tournent autour du thème du cirque, comme l'indique le nom du groupe. Les textes sont signés, entre autres, par Jean-Jacques Goldman, Dominique A, Marc Lavoine ou Marie Bastide.
Le premier single extrait de l'album s'intitule Sur un fil et est sorti le 18 juin 2012, en radio et en vente sur les plates-formes de téléchargement. Cette première chanson a fait son entrée dans les hit-parades français et belge, le 23 juin.
Le deuxième extrait, lancé en même temps que l'album, est Chagrin d'ami.
Circus se produira sur scène dans le spectacle Circus opera pop, à partir de septembre 2013, en tournée et notamment aux Folies Bergère, à Paris, du 26 au 28 septembre.

## Discographie

### Album
- 12 novembre 2012 : Circus

### Singles
- 18 juin 2012 : Sur un fil
- 26 novembre 2012 : Chagrin d'ami
- 12 mars 2013 : Ce soir et demain